# Amuleto-pendiente aqueménida con cabeza de leona

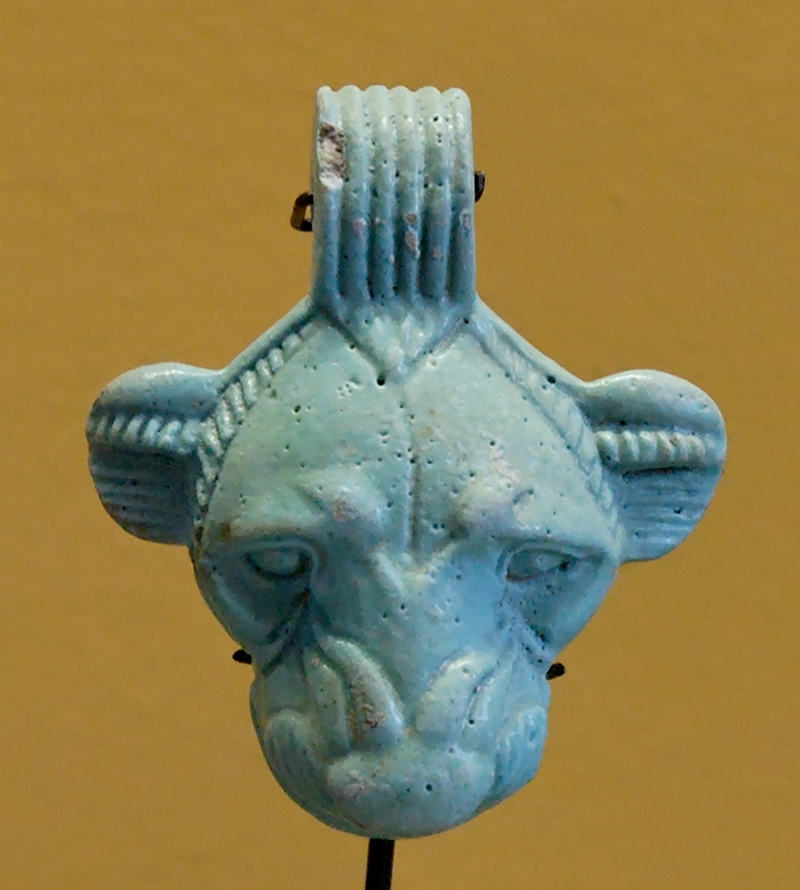
Imagen del Amuleto con cabeza de leona, en el Museo del Louvre.

Mapa del imperio Aqueménida alrededor del 500 a. C.

El Amuleto-pendiente aqueménida con cabeza de leona es una pieza que fue elaborada en época del Imperio aqueménida, (en persa antiguo: Hakhāmanishiya), fundado por Ciro II el Grande, tras vencer al último rey medo (550 a. C.) y extender su dominio por la meseta central de Irán y gran parte de Mesopotamia, hasta su caída provocada por la conquista de Alejandrando Magno en el año 331 a. C.

## Hallazgo
El amuleto aqueménida, fue hallado en la villa real de Susa, (Irán), en la que fue la capital del Imperio persa durante la época aqueménida. 

## Características
- Material: loza.
- Altura: 5,70 centímetros.
- Anchura: 4,80 centímetros.

## Conservación
La escultura se expone de manera permanente en el Museo del Louvre, de París, Francia que la adquirió en el año 1952.